# Stuttgartförklaringen
Stuttgartförklaringen var en förklaring som Europeiska gemenskapernas stats- eller regeringschefer ställde sig bakom vid Europeiska rådets sammanträde den 19 juni 1983 i Stuttgart, Västtyskland. Förklaringen innehöll en plan för hur det europeiska samarbetet skulle utvecklas, bland annat genom ett starkare samarbete kring utrikespolitik och institutionella reformer för att underlätta beslutsfattande.
Förklaringen låg till grund både för skapandet av den inre marknaden och bildandet av Europeiska unionen 1993. Förklaringen krävde också att beslutsfattande skulle återgå till att följa bestämmelserna i Parisfördraget och Romfördraget, och inte den informella Luxemburgkompromissen, som innebar att enhällighet krävdes i alla känsliga frågor, oavsett vad fördragen föreskrev.